# MIDP
MIDP (англ. mobile information device profile) — профиль для мобильного устройства с информационными функциями (платформа J2ME). MIDP определяет понятие мидлета — компактного приложения на языке Java, имеющего небольшой размер (сотни килобайт — единицы мегабайт), что делает его пригодным для передачи по сети и установки на мобильном устройстве.
Спецификация MIDP определяет следующие функции:
- жизненный цикл мидлета (инсталляция, удаление, обновление, запуск, остановка, пауза, возобновление работы),
- безопасность и авторизация доступа к защищенным функциям (например, коммуникационным),
- графический интерфейс (в том числе низкоуровневый, пригодный для программирования игр),
- ввод команд пользователя (например, посредством клавиатуры).

## Версии
Спецификация MIDP находится в постоянном развитии. В настоящее время существует несколько версий.

### MIDP 1.0
JSR 37 — оригинальная спецификация, одобренная и опубликованная в сентябре 2000 года, которая обеспечивает основные функциональные возможности, требуемые мобильными приложениями, включая основной пользовательский интерфейс и безопасность сети. Эта версия считается устаревшей и постепенно выходит из употребления, хотя на рынке по-прежнему появляются устройства, которые поддерживают MIDP 1.0 (в основном мобильные телефоны начального уровня, популярные в азиатских странах).

### MIDP 2.0
JSR 118 — переработанная версия MIDP 1.0 спецификации, одобренная и опубликованная в ноябре 2002 года, Новые особенности включают расширенный пользовательский интерфейс, мультимедиа и функциональные возможности игр, улучшенные функции установки приложений по сети (англ. over-the-air provisioning, сокр. OTA), и усиленную и гибкую систему безопасности (англ. end-to-end security). MIDP 2.0 совместим с MIDP 1.0, и также предназначается для мобильных устройств: мобильных телефонов и КПК. В настоящее время эта версия является доминирующей и поддерживается большинством современных мобильных устройств.

### MIDP 3.0
JSR 271 — дальнейшее развитие профиля MIDP. Эта спецификация вступила в стадию финального выпуска 9 декабря 2009 года.
С появлением сенсорных тачфонов от Samsung появилась поддержка сенсорных экранов.